# Fuminori Komatsu
Fuminori Komatsu (小松 史法, Komatsu Fuminori), né le 23 juillet 1978, est un seiyū japonais. Il est affilié à Across Entertainment.

## Filmographie

### Séries d’animation
- Sumomomo Momomo (2006) (Takao)
- The Tower of Druaga (2008) (Touge)
- Little Battlers Experience (2011) (Junichirō Yamano)
- Battle Spirits: Sword Eyes (2012) (Stinger)
- Jormungand: Perfect Order (2012) (Plame)
- JoJo's Bizarre Adventure: Stardust Crusaders (2014) (Jean Pierre Polnareff)
- Magica Wars (2014) (Sōta Hayami)
- Aikatsu Stars! (2016) (Masaru Nijino)
- JoJo's Bizarre Adventure: Golden Wind (2019) (Jean Pierre Polnareff)

### OAV
- Mobile Suit Gundam Unicorn (2011) (Tomura)

### Films d’animation
- Mobile Suit Gundam 00 the Movie: A Wakening of the Trailblazer (2010) (Presidential Aide)
- Inazuma Eleven GO vs. Danbōru Senki W (2012) (Junichirō Yamano)
- A Silent Voice (2016) (Takeuchi)

### Jeux vidéo
- JoJo's Bizarre Adventure: Eyes of Heaven (2015) (Jean Pierre Polnareff)

### Marionnettes
- Sherlock Holmes (Jabez Wilson, Abdullah)

### Doublage

#### Live-action
- Shia LaBeouf
  - Transformers (Sam Witwicky)
  - Transformers 2 (Sam Witwicky)
  - Des hommes sans loi (Jack Bondurant)
  - Transformers 3 : La Face cachée de la Lune (Sam Witwicky)
  - Fury (Boyd "Bible" Swan)
  - Man Down (Gabriel Drummer)
- Les Amants du Texas (Bob Muldoon (Casey Affleck))
- Blindés (Dobbs (Skeet Ulrich))
- Capitaine Phillips (Najee (Faysal Ahmed))
- Les Experts : Cyber (Elijah Mundo (James Van Der Beek))
- Dark Blood (Boy (River Phoenix))
- The Baby (Zach McCall (Zach Gilford))
- The Expendables 3 (Thorn (Glen Powell))
- Extraction (Harry Turner (Kellan Lutz))
- Faster (Killer (Oliver Jackson-Cohen))
- Fright Night (Mark (Dave Franco))
- Les Chemins du triomphe (Bobby Joe Hill (Derek Luke))
- Godzilla (Ford Brody (Aaron Taylor-Johnson))
- Hawaii Five-0 (Ben Bass (Josh Dallas))
- Interstellar (Doyle (Wes Bentley))
- Time Out (Henry "Hank" Hamilton (Matt Bomer))
- Légion (Jeep Hanson (Lucas Black))
- Moonlight (Chiron (Trevante Rhodes et Ashton Sanders))
- Need for Speed (Finn (Rami Malek))
- Happy New Year (Paul (Zac Efron))
- Sex Friends (Adam Franklin (Ashton Kutcher))
- Les Brasiers de la colère (Rodney Baze Jr. (Casey Affleck))
- Pompéi (Milo (Kit Harington))
- Projet Almanac (David Raskin (Jonny Weston))
- Le Chaperon rouge (Peter (Shiloh Fernandez))
- Slumdog Millionaire (Jamal Malik (Dev Patel))
- The Social Network (Eduardo Saverin (Andrew Garfield))
- Star Wars: Le Réveil de la force (Poe Dameron (Oscar Isaac))
- Sexy Dance 5: All in Vegas (Sean Asa (Ryan Guzman))
- Thor (Fandral (Josh Dallas))
- Triple 9 (Chris Allen (Casey Affleck))
- Une nouvelle chance (Johnny Flanagan (Justin Timberlake))
- The Wall (Sergeant Allen Isaac (Aaron Taylor-Johnson))[1]
- Warm Bodies (Perry Kelvin (Dave Franco))

#### Animation
- Bee Movie (Adam Freeman)
- Monsters University ("Frightening" Frank McCay)
- ParaNorman (Mitch Downe)
- Sausage Party (Frank Wienerton)

- Halo 4 (2012) (Lasky)
- Assassin's Creed IV: Black Flag (2013) (Adewale)
- Batman: Arkham Knight (2015) (Tim Drake)